# Works 1976-1981

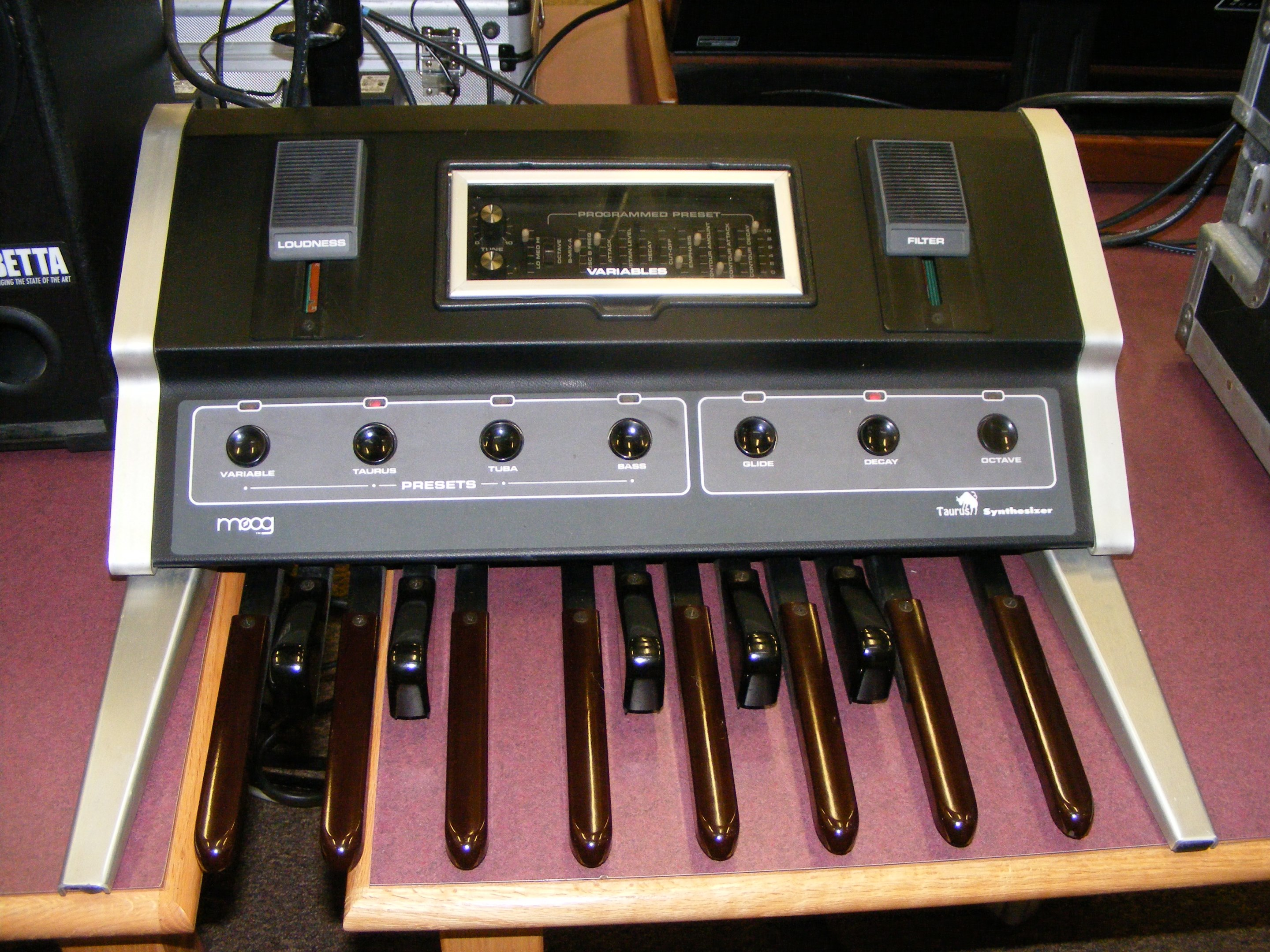
Een modernere versie van de Taurus baspedalen

Works 1976-1981 is een studioalbum van Taurus.

## Inleiding
Taurus was al jaren bezig met muziek maken voordat hun debuutalbum Illusions of a night in 1981 het levenslicht zag. Toen dat album in 1989 op compact disc werd heruitgegeven, kwam er (volgens de band) vraag naar meer materiaal. De band nam daarop oude nummers uit die voorafgaande periode 1976 tot 1981 opnieuw op; de nummers qua muziek zoveel mogelijk in die traditie houdend. Op Works 1976-1981 staat ook hun enige single uit die jaren Meadow.
Opnamen vonden plaats in de Moebies Studio met Scheffer, Traanberg en Spierenbrug achter de knoppen. De platenhoes werd ontworpen door Gerda Spierenburg en Harry van Zijl.

## Musici
- Martin Scheffer – zang, gitaren
- Rob Spierenburg – toetsinstrumenten, achtergrondzang
- Piet Traanberg – basgitaar en Moog Taurus baspedalen
- Taurus gebruikte een drummachine, maar gebaseerd op werk van Dennis Plantenga

## Muziek
| Nr. | Titel                          | Duur |
| --- | ------------------------------ | ---- |
| 1.  | Meadow (see you again)         | 3:00 |
| 2.  | Lucia                          | 4:43 |
| 3.  | Robot romance                  | 8:53 |
| 4.  | Mrs Granery (crystal symphony) | 4:52 |
| 5.  | The sound of a harp            | 7:00 |
| 6.  | Survival                       | 4:54 |
| 7.  | The boatman                    | 7:15 |
| 8.  | One for the kingdom            | 9:01 |
| 9.  | Resistance                     | 3:45 |